# PTR91
PTR91は、アメリカ合衆国の民生用自動小銃である。PTRインダストリーズ社が製造を行っており、PTRは「精密射撃用ライフル」（Precision Target Rifle）を意味する。ヘッケラー&コッホ社のG3突撃銃から派生した小銃の1つである。

## 歴史
かつてアメリカ合衆国内では、H&K G3の民生用モデルの1つであるHK91半自動小銃が製造・販売されていた。
しかし1994年、「公共安全および娯楽的銃器使用における保護に関する法律」（Public Safety and Recreational Firearms Use Protection Act）、通称「アサルトウェポン規制法」が2004年までの時限立法として成立する。これに照らし合わせると、HK91およびその派生モデルは「アサルトウェポン」に該当し、そのままの状態では米国内における組立ておよび民生銃器市場での取扱が行えなくなった。これに先立ちドイツで製造されたHK91の輸入が1989年に禁止されていたこともあり、K&K社ではHK91の製造中止を決定した。結果として、米国内では民生型G3の需要が非常に高まっていた。HK91とほぼ同一の機能を有するPTR91はこうした需要に応じて開発された。
1997年、ホセ・ルイス・ディアス（Jose Luis Diaz）が、コネチカット州ファーミントンにてJLDエンタープライズ社（JLD Enterprises）を創業した。同社はアサルトウェポン規制法の後に生じた需要に応えるため、ポルトガルのブラソ・デ・プラタ兵器廠から機材・設計図面などを購入し、法規制に沿って再設計したPTR91小銃の製造に着手した。この規制適合モデルは、銃口のネジ切り、着剣装置、調整可能な銃床、および高容量の弾倉などが除去されていた。ごく初期に生産されたPTR91は、こうした規制に基づく修正を除いてHK91とほぼ同一の設計であった。
PTR91の市場での流通は2002年から始まった。H&K社の機材や設計図、余剰部品をそのまま使用したPTR91は、同時期に流通した他のH&Kクローンライフルよりも品質が優れていた。PTR91が商業的成功を収めると、JLD社は社名をPTR-91 Incに改めた。
2004年、アサルトウェポン規制法が期限を迎えると、規制されていた箇所を軍用G3に近寄せる形で設計の更新を行った。新たな改良も加えられ、やがてオリジナルのHK91とほぼ同等の機能を達成した。当初、PTR91の生産はG3/HK91の軍用余剰部品の輸入に大きく依存していた。そのため、HK91とPTR91の部品の間には非常に高い互換性がある。
2010年、PTR-91社は経営方針の大きな転換を行い、余剰部品の組立からの脱却と各部品の自社生産の実現を目指した。この目標を達成するべく、同社は2011年から2012年にかけて製造機器・施設の大量購入を行った。2012年、ブリストルに移転すると共に社名をPTRインダストリーズ社（PTR Industries）に改めた。2013年、サンディフック小学校銃乱射事件後に施行された州政府による新たな銃規制への抗議のため、PTR社はコネチカット州からの撤退を表明した。現在はサウスカロライナ州クールスプリングに本社を置く。
現在、同社では25以上の派生形を発表しており、民間銃器市場だけではなく法執行機関および軍用銃器市場にも販売対象を拡大している。

## 派生型
PTR91F/PTR91C
PTR91シリーズの標準モデル。Fは規制以前に流通したH&K製小銃と同系のフラッシュハイダー（Flash hider）を備える一方、Cはマサチューセッツ、コネチカット、ニューヨーク、ニュージャージーなどの州でも合法的に販売できるようにコンペンセイター（Compensator）が溶接されている。18インチの射撃用重銃身と固定式プラスチック銃床を備える。各上位モデルは91Fに様々なオプションを追加する形で設計されており、例えば中距離射撃用モデルの1つPTRMSG91は、18インチのフルート加工済重銃身を備え、二脚、レールシステム、調整式銃床など精密射撃向けの機能が追加されている。その他、様々な銃身や銃床の組み合わせによるモデルが存在する。
2010年、7.62x39mm弾仕様の派生型PTR 32シリーズが発表された。これは1960年代にH&K社で考案・試作されたHK32のアイデアに基づいている。HK32はG3の他の口径のモデルを求める外国政府からの要望に応えて考案されたライフルの1つで、ほとんど製造されなかった。
2011年、冷戦期のG3突撃銃を再現したPTR G.I.シリーズが発表された。